# Eugen Alexander Franz xứ Thurn và Taxis
Eugen Alexander Franz xứ Thurn và Taxis, (tiếng Đức: Eugen Alexander Franz Fürst von Thurn und Taxis; ngày 11 tháng 1 năm 1652 – 21 tháng 2 năm 1714) là Thân vương đầu tiên xứ Thurn và Taxis, Tổng giám đốc Bưu điện của Kaiserliche Reichspost, và là người đứng đầu Vương tộc Thurn và Taxis từ ngày 13 tháng 9 năm 1676 cho đến khi ông qua đời.
Ông là con trai thứ 2 của Lamoral II Claudius Franz, Bá tước xứ Thurn và Taxis và Nữ bá tước Anna Franziska Eugenia xứ Horn. Sau cái chết của cha, Eugen Alexander Franz kế vị các chức tước của cha mình ở Đế chế La Mã Thần thánh và Hà Lan thuộc Tây Ban Nha. Năm 1681, Carlos II của Tây Ban Nha đã nâng ông từ bá tước lên thân vương. Năm 1695, Hoàng đế Leopold I của Thánh chế La Mã đã phong ông làm Thân vương đế chế, từ đó Nhà Thurn và Taxis được nâng lên hàng vương tộc.